# Primera División (Chile) 2001
Die Primera División 2001, auch unter dem Namen Campeonato Nacional Copa Banco del Estado 2001 bekannt, war die 70. Saison der Primera División, der höchsten Spielklasse im Fußball in Chile. Saisonbeginn war der 3. März und endete am 9. Dezember mit dem letzten Ligaspieltag.
Die Meisterschaft gewann das Team von den Santiago Wanderers. Für den Verein war es der insgesamt 3. Meisterschaftstitel. Für die Copa Libertadores 2002 qualifizierten sich neben dem Meister auch Universidad Católica und über die Liguilla CD Cobreloa.
Die beiden Teams Deportes Puerto Montt und CD O’Higgins stiegen in die zweite Liga ab.

## Modus
Die 16 Teams spielen jeder gegen jeden mit Hin- und Rückspiel. Meister ist die Mannschaft mit den meisten Punkten und qualifiziert sich für die Copa Libertadores. Bei Punktgleichheit entscheidet ein Entscheidungsspiel um die bessere Position, wenn es um die Meisterschaft geht. In den anderen Fällen entscheidet das Torverhältnis. Die letzten zwei Teams der Tabelle steigen in die zweite Liga ab. Der Vizemeister qualifiziert sich ebenfalls für die Copa Libertadores. Der dritte Startplatz wird mit einem K.-o.-System mit je nur einem Spiel ermittelt. Teilnehmer sind der die besten Teams der ersten zehn Spieltage, zweiten zehn Spieltage und dritten zehn Spieltage sowie der beste Zweite. Sollte ein Team direkt für die Copa Libertadoreas oder die Liguilla qualifiziert sein, rückt das nächstbeste Team nach.

## Teilnehmer
Die Absteiger der Vorsaison Provincial Osorno und Everton wurden durch die Aufsteiger Unión San Felipe und Rangers de Talca ersetzt. Folgende Vereine nahmen daher an der Meisterschaft 2001 teil:
| Mannschaft            | Stadt             |
| --------------------- | ----------------- |
| Audax Italiano        | Santiago de Chile |
| CD Cobreloa           | Calama            |
| CSD Colo-Colo         | Santiago de Chile |
| Coquimbo Unido        | Coquimbo          |
| Deportes Concepción   | Concepción        |
| Deportes Puerto Montt | Puerto Montt      |
| CD Huachipato         | Talcahuano        |
| CD O’Higgins          | Rancagua          |
| CD Palestino          | Santiago de Chile |
| Rangers de Talca      | Talca             |
| Santiago Morning      | Santiago de Chile |
| Santiago Wanderers    | Valparaíso        |
| Universidad Católica  | Santiago de Chile |
| Universidad de Chile  | Santiago de Chile |
| Unión Española        | Santiago de Chile |
| Unión San Felipe      | San Felipe        |

## Tabelle
| Pl.                                | Verein                      | Sp. | S  | U  | N  | Tore    | Diff. | Punkte |
| ---------------------------------- | --------------------------- | --- | -- | -- | -- | ------- | ----- | ------ |
| 1.                                 | Santiago Wanderers          | 30  | 20 | 6  | 4  | 065:320 | +33   | 66     |
| 2.                                 | Universidad Católica        | 30  | 18 | 6  | 6  | 060:290 | +31   | 60     |
| 3.                                 | Universidad de Chile (M, P) | 30  | 17 | 6  | 7  | 053:330 | +20   | 57     |
| 4.                                 | CSD Colo-Colo               | 30  | 16 | 8  | 6  | 063:370 | +26   | 56     |
| 5.                                 | CD Cobreloa                 | 30  | 13 | 9  | 8  | 039:280 | +11   | 48     |
| 6.                                 | CD Palestino                | 30  | 14 | 6  | 10 | 044:430 | +1    | 48     |
| 7.                                 | CD Huachipato               | 30  | 12 | 10 | 8  | 058:420 | +16   | 46     |
| 8.                                 | Unión San Felipe (N)        | 30  | 10 | 10 | 10 | 045:390 | +6    | 40     |
| 9.                                 | Unión Española              | 30  | 10 | 7  | 13 | 046:630 | −17   | 37     |
| 10.                                | Coquimbo Unido              | 30  | 9  | 8  | 13 | 029:390 | −10   | 35     |
| 11.                                | Audax Italiano              | 30  | 10 | 2  | 18 | 027:400 | −13   | 32     |
| 12.                                | Deportes Concepción         | 30  | 8  | 8  | 14 | 035:510 | −16   | 32     |
| 13.                                | Rangers de Talca (N)        | 30  | 6  | 12 | 12 | 038:460 | −8    | 30     |
| 14.                                | Santiago Morning            | 30  | 7  | 7  | 16 | 047:670 | −20   | 28     |
| 15.                                | CD O’Higgins                | 30  | 7  | 4  | 19 | 039:640 | −25   | 25     |
| 16.                                | Deportes Puerto Montt       | 30  | 4  | 9  | 17 | 031:660 | −35   | 21     |
| Quelle: rsssf.org, Stand: Endstand |                             |     |    |    |    |         |       |        |

| (M) | Vorjahresmeister     |
| (P) | Vorjahrespokalsieger |
| (N) | Aufsteiger           |

## Beste Torschützen
| Rang | Spieler            | Klub                 | Tore |
| ---- | ------------------ | -------------------- | ---- |
| 1    | Héctor Tapia       | CSD Colo-Colo        | 24   |
| 2    | Gustavo Biscayzacú | Santiago Morning     | 23   |
| 3    | Silvio Fernández   | Santiago Wanderers   | 17   |
| 4    | Sergio Gioino      | CD Huachipato        | 16   |
|      | Pedro González     | Universidad de Chile | 16   |

## Liguilla um die Copa Libertadores
Im Vergleich zu den Vorjahren qualifizierten sich der das beste Team der Spieltage 1–10, 11–20 und 21–30 sowie das zweitbeste Team mit der höchsten Punktzahl. Sollte das beste Team schon qualifiziert sein, rückt das nächste Team nach. Als bestes Team der Spieltage 1–10 nahm CF Universidad de Chile an der Liguilla teil. Die Spieltage 11–20 gewann Vizemeister Universidad Católica, daher rückte CD Cobreloa nach und für die Spieltage 21–30 nahm CD Huachipato als Drittplatzierter nach Meister CD Santiago Wanderers und Vizemeister Universidad Católica an der Liguilla teil. Als weitere punktbeste Mannschaft qualifizierte sich CD Palestino, das sich über die ersten 10 Spieltage qualifizierte.

### Halbfinale
|                         | Gesamt |               | Hinspiel | Rückspiel |
| ----------------------- | ------ | ------------- | -------- | --------- |
| CD Cobreloa             | 5:3    | CD Huachipato | 3:0      | 2:3       |
| CF Universidad de Chile | 3:2    | CD Palestino  | 3:1      | 0:1       |

### Finale
|                         | Gesamt |             | Hinspiel | Rückspiel |
| ----------------------- | ------ | ----------- | -------- | --------- |
| CF Universidad de Chile | 5:6    | CD Cobreloa | 1:1      | 4:4 n. V  |

Durch den Sieg im Finale nahm CD Cobreloa an der Copa Libertadores 2002 teil.